# Ciosmy
Ciosmy – wieś w Polsce położona w województwie lubelskim, w powiecie biłgorajskim, w gminie Biłgoraj.
| SIMC    | Nazwa     | Rodzaj    |
| ------- | --------- | --------- |
| 0885790 | Byczek    | część wsi |
| 0885808 | Góra      | część wsi |
| 0885814 | Knieja    | część wsi |
| 0885820 | Pastwisko | część wsi |
| 0885837 | Pszczelne | część wsi |

W latach 1975–1998 miejscowość administracyjnie należała do województwa zamojskiego. 
Wieś jest sołectwem w gminie Biłgoraj. Według Narodowego Spisu Powszechnego z roku 2011 wieś liczyła 362 mieszkańców i była piętnastą co do wielkości miejscowością gminy Biłgoraj.
Wierni Kościoła rzymskokatolickiego należą do parafii św. Michała Archanioła w Soli.
W miejscowości jest przystanek kolejowy Ciosmy.